# Opération de sauvegarde des sourds
L'Opération de sauvegarde des sourds, souvent abrégée en OSS2007, est une association française visant à protéger la communauté sourde et surtout à inscrire la langue des signes française dans la Constitution de la République Française. Elle a été créée en 2007 par Patrick Belissen. L'association de l'Opération de sauvegarde des Sourds est affiliée à la Fédération nationale des sourds de France[réf. nécessaire].

## Histoire

### Grève de la faim en juin 2008
Sans réponse après une lettre au président de la République datée du 9 mai 2008, Patrick Belissen, Henri Delord, Brigitte Pelletier, Jean-François Burtin, dit Langue Burtin, et Eric Daloz, les membres de l'Opération de sauvegarde des Sourds font la grève de la faim devant les locaux de l'Institut national de jeunes sourds de Paris avec son porte-parole Pascal Smith.
Ils ont quatre revendications :
- Création d'un observation des affaires sourdes, sous l'autorité de la Fédération nationale des Sourds de France
- Changement de pratiques institutionnelles pour les sourds, surtout en ce qui concerne l'éducation
- Développement des lieux d'enseignement en langue des signes française
- Fin du génocide linguistique et culturel sur les sourds

Le mercredi, le gouvernement français réagit et promet une discussion avec l'Opération de sauvegarde des Sourds. Mais la discussion ne dure que deux jours et demi, le lundi 8 juin jusqu'au mercredi 11 juin, et abouti rapidement à une impasse.

### La marche "Le siècle Sourd en marche"
Du 18 mai au 28 juin 2013, sept membres de l'association marchent de Paris à Milan en passant par Lyon. Ces trois villes ont été choisies à cause de trois congrès pour l'amélioration du sort des sourds : le premier à Paris en 1878, le deuxième à Lyon en 1879 et le troisième à Milan en 1880. Pendant le Congrès de Milan, les éducateurs pro-oralisme y sont très majoritaires, face à un nombre réduit d'éducateurs pro-Langue des signes et le congrès encourage l'utilisation internationale de la méthode orale pour l’éducation des sourds.
Les revendications des marcheurs sont réunies dans une lettre envoyée au président de la République, le 7 mai 2013 :
- Pardon de la France au peuple Sourd pour les erreurs commises depuis le Congrès de Milan
- Inscription de la langue des signes française dans la Constitution de la République Française
- Création d'un observatoire des affaires sourdes, sous l'autorité de la Fédération nationale des Sourds de France et changement de pratiques institutionnelles pour les Sourds, principalement dans l'éducation

L'Agence nationale des sourds d'Italie, Ente Nazionale Sordi, accueille les membres de l'Opération de sauvegarde des sourds, reçus lors de leur arrivée à Milan par des centaines de Sourds italiens et français[réf. souhaitée]. La Fédération nationale des sourds de France et l'association italienne des interprètes ANIOS les soutiennent. Mais l'autre association nationale française, le Mouvement des sourds de France, n'est pas d'accord avec la lettre envoyée au Président de la République et les revendications de l'Opération de sauvegarde des Sourds.
Il n'y a pas eu de réponse de la part du Président de la République.[réf. souhaitée].